# Paçó
Paçó ist eine Gemeinde (Freguesia) im portugiesischen Kreis Vinhais. In ihr leben 154 Einwohner (Stand 19. April 2021).